# Ramaria tridentina
Ramaria tridentina är en svampart som beskrevs av Schild 1981. Ramaria tridentina ingår i släktet Ramaria och familjen Gomphaceae.   Inga underarter finns listade i Catalogue of Life.